# جاده ای۱۴۸
جاده ای۱۴۸ (به انگلیسی: A148 road) یکی از جاده‌های کشور انگلستان است.
این جاده از شهرک کینگز لاین شروع و در شهرک کرومر در شهرستان نورفک به پایان می‌رسد، طول این جاده ۷۱ کیلومتر است.

## نگارخانه

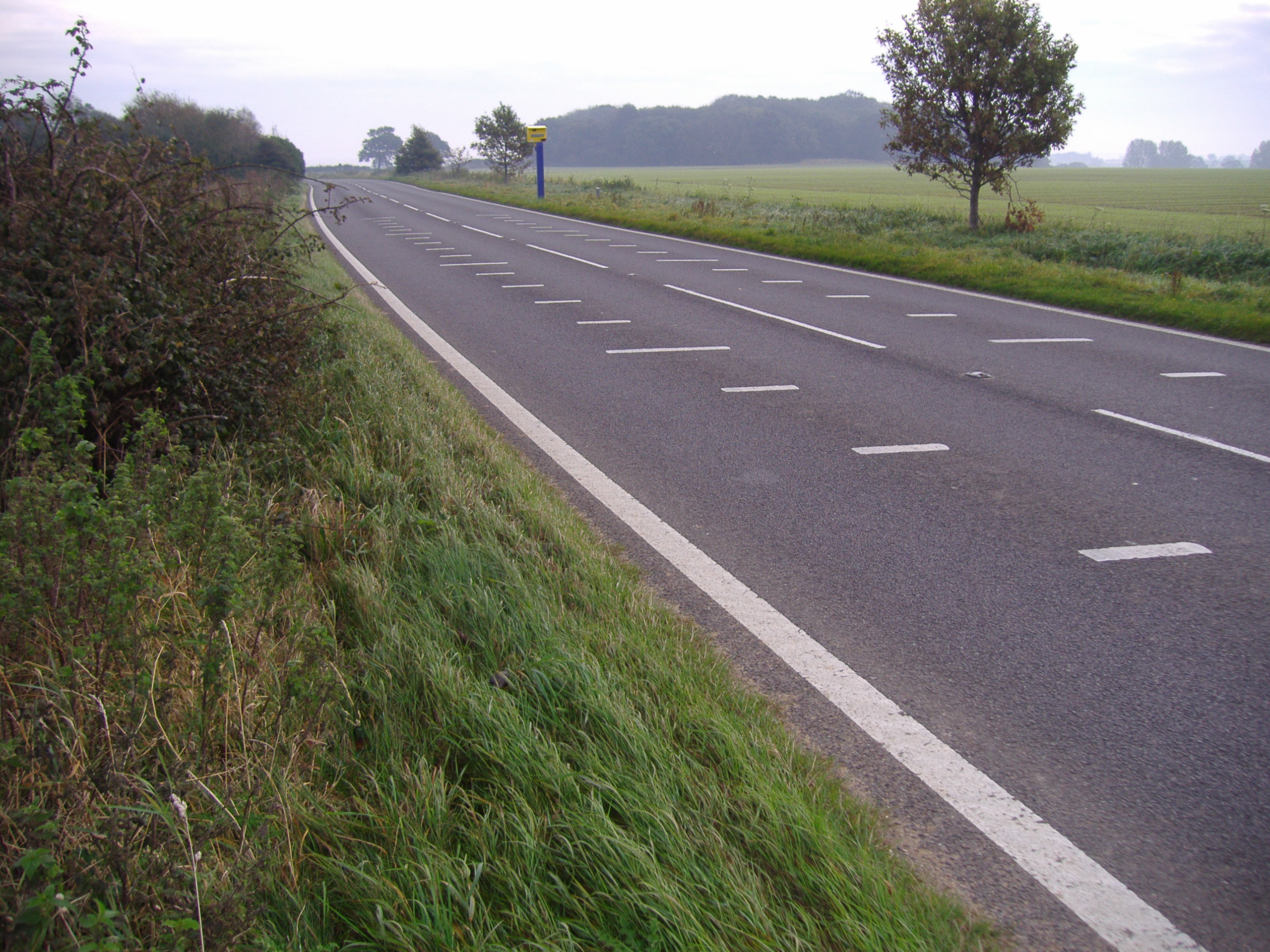
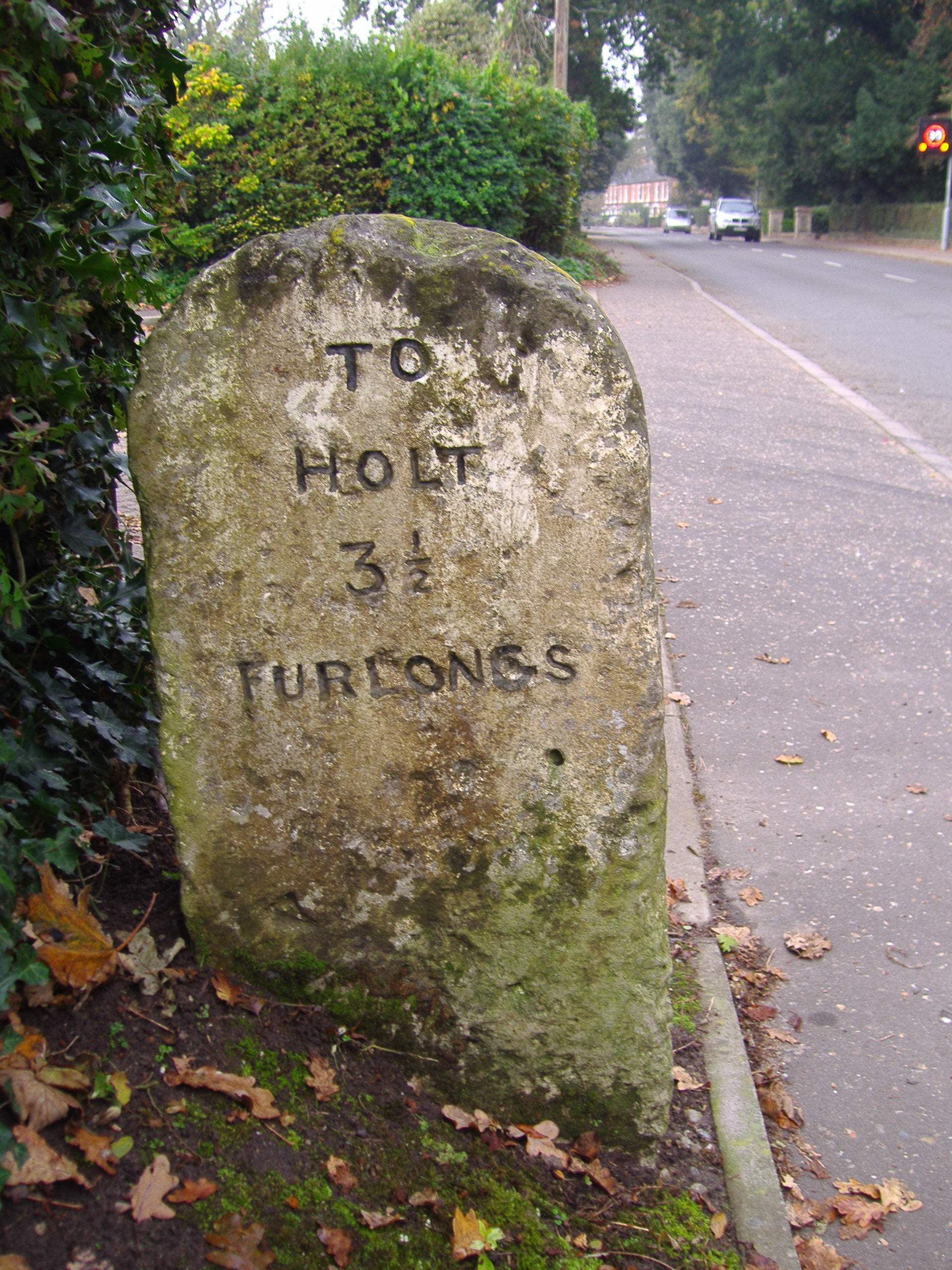
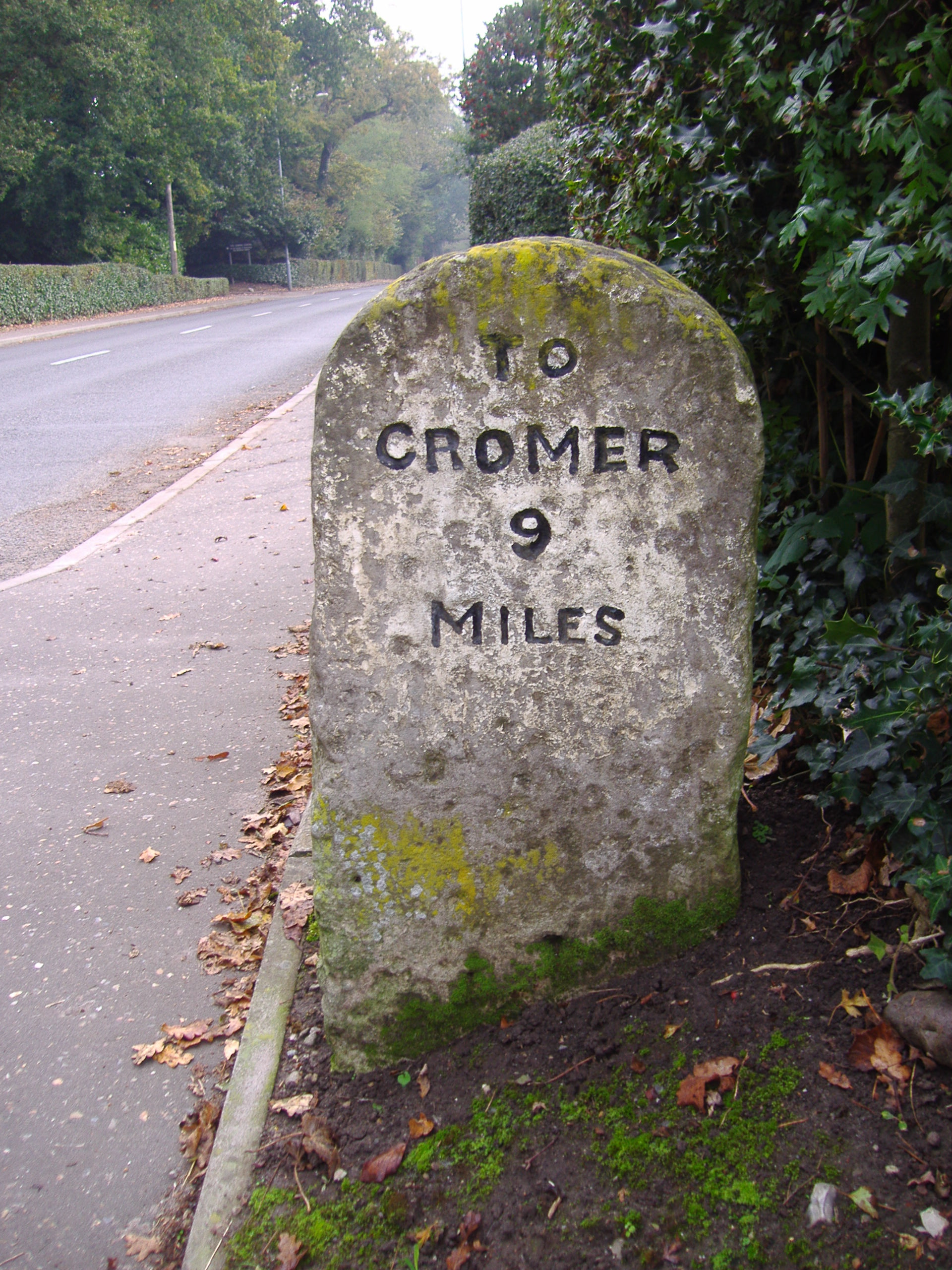
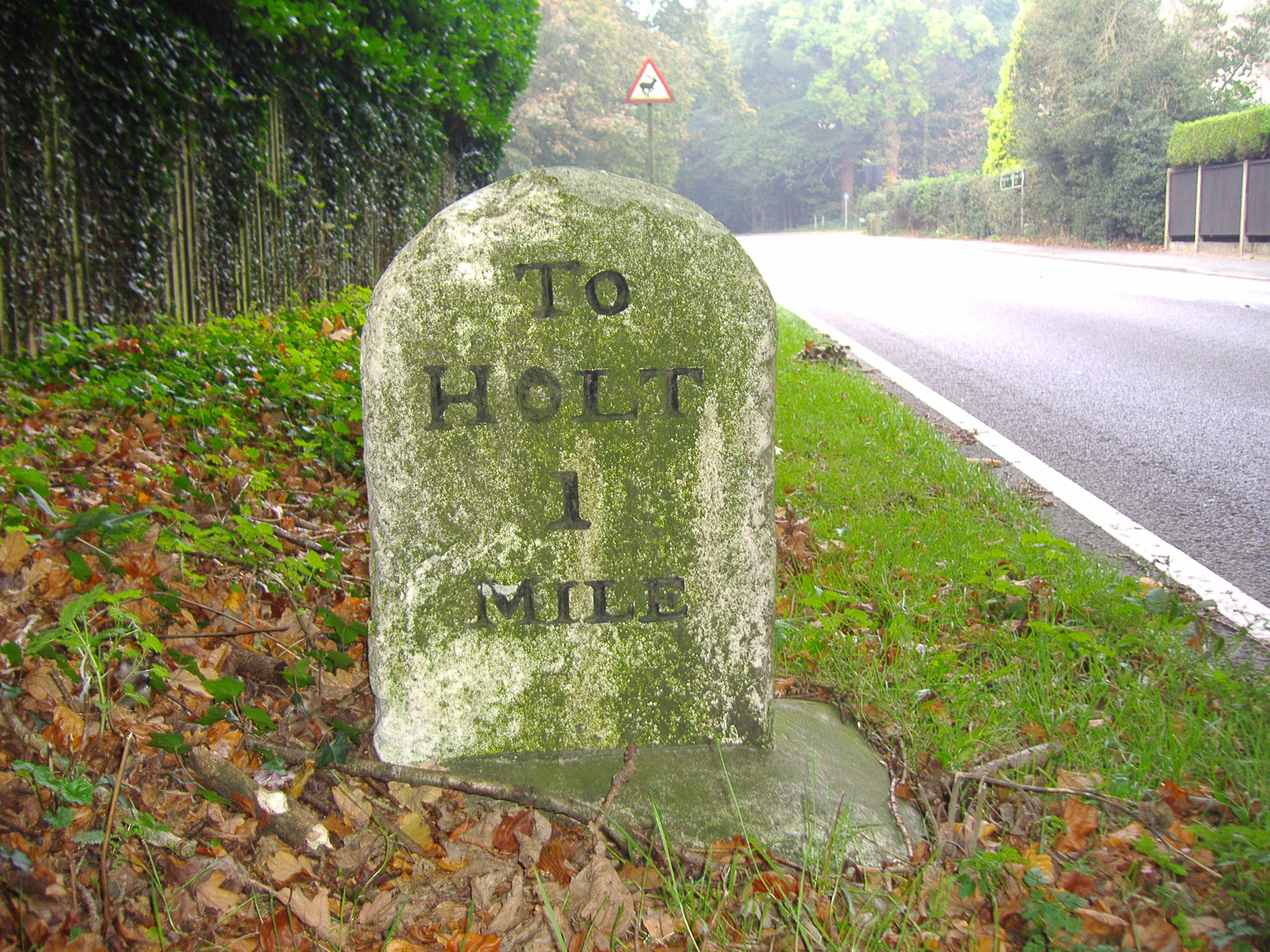
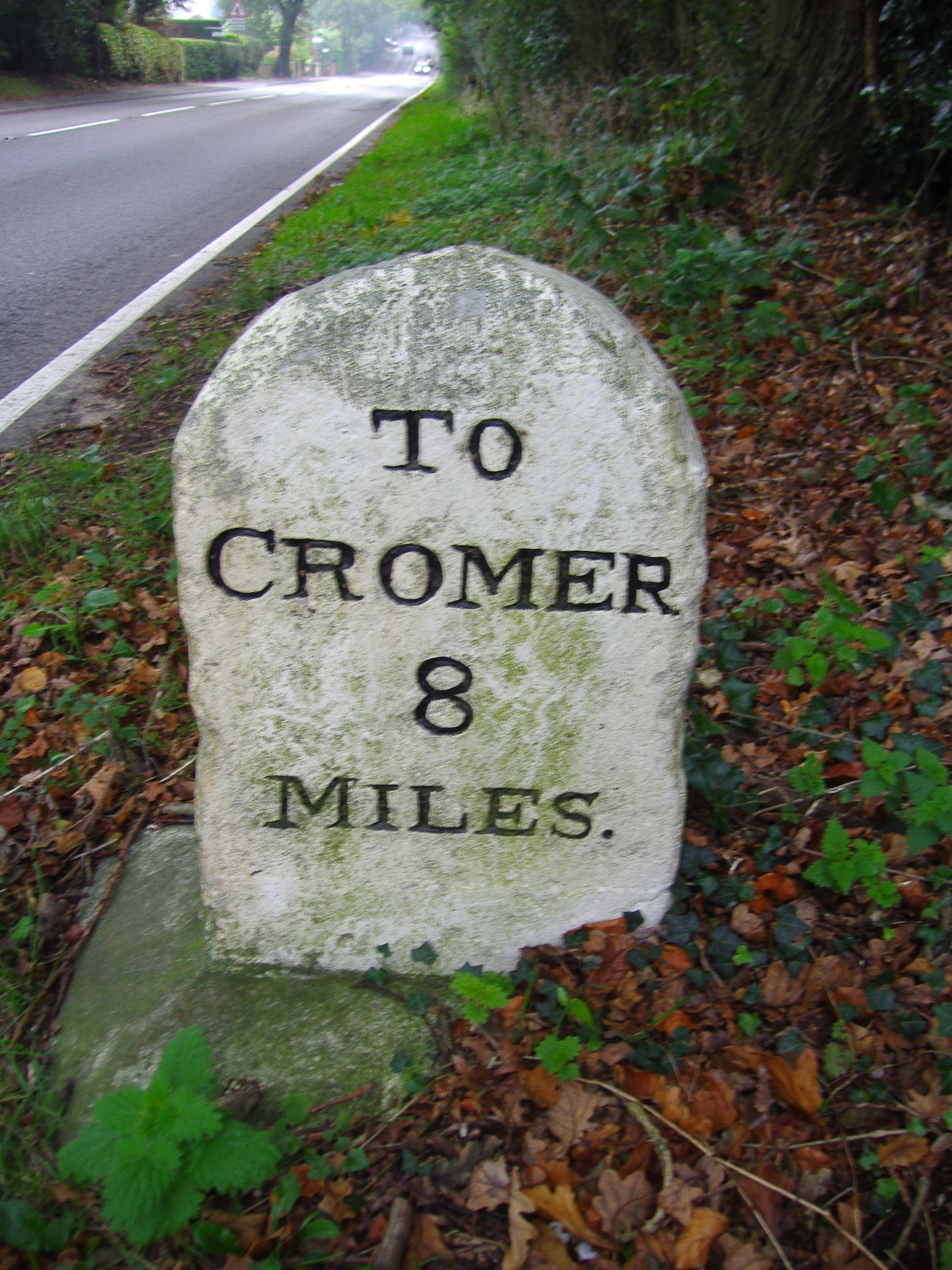
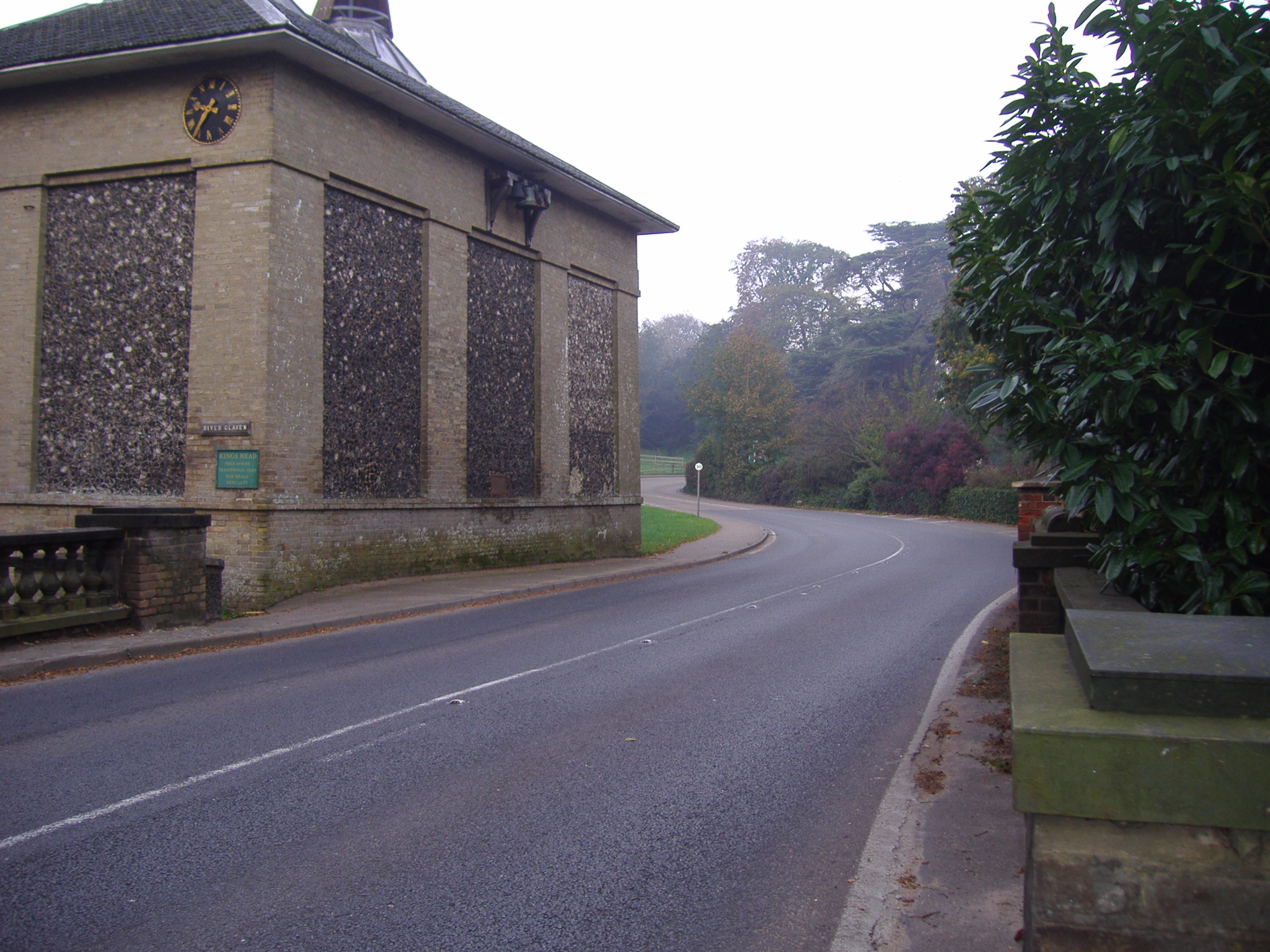
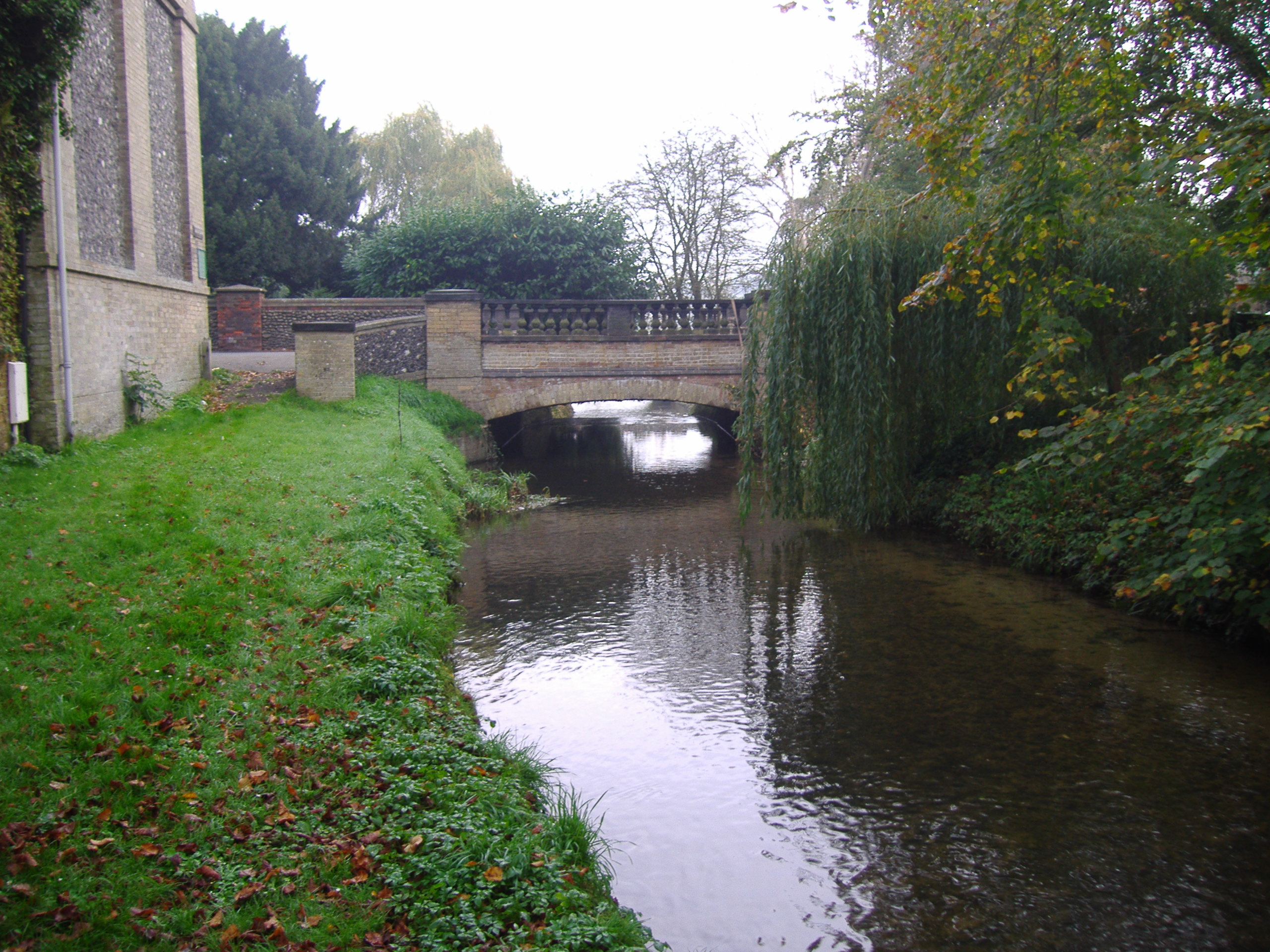